# Pseudoraphis paradoxa
Pseudoraphis paradoxa är en gräsart som först beskrevs av Robert Brown, och fick sitt nu gällande namn av Pilg.. Pseudoraphis paradoxa ingår i släktet Pseudoraphis och familjen gräs. Inga underarter finns listade i Catalogue of Life.